# Вериго, Леонид Витальевич
Леони́д Вита́льевич Вери́го — генерал-майор (1920), дворянин польского происхождения. Участник Первой мировой войны и Гражданской войны на Дальнем Востоке.

## Биография
С 1898 года в Нерчинском 1-м казачьем полку, поручик. Участник Китайского похода, русско-японской войны, подавления Первой русской революции.
С 19 ноября 1918 г. по 8 декабря 1918 г. в звании полковника — начальник штаба 5-го Приамурского особого корпуса (состоящего из 8-й Читинской стрелковой дивизии и Особого Маньчжурского атамана Семёнова отряда (дивизии)). С 8 декабря 1918 г. по 17 апреля 1919 г. начальник штаба Восточносибирской отдельной Армии, находящейся под командованием атамана Г. М. Семёнова.
В начале 1920 г. в казармах Гнилого угла (в долине речки Объяснения, сейчас район Луговой) в г. Владивостоке генерал Л. В. Вериго сформировал два украинских полка Зелёного Клина. Атаман Г. М. Семёнов в январе 1920 г. выделил для этого из своего запаса золото и два вагона с мукой. Трудности возникли с вооружением. В результате новым украинским добровольцам было временно отказано. В апреле 1920 г. под угрозой насильственного разгона со стороны Приморской областной земской управы, возглавляемой большевиками В. Г. Антоновым и Р. А. Цейтлиным, генерал Л. В. Вериго, опасаясь массовых расстрелов, распустил безоружные полки Зелёного Клина.
В 1920 году эмигрировал в Китай, где в городе Циндао был владельцем автомобильной мастерской. В 1922 году выехал во Владивосток по делам и был арестован контрразведкой Временного Приамурского правительства за работу в пользу атамана Г. М. Семёнова. Находился под арестом 32 дня. 25 октября 1922 года на «Батарея» ушёл из Владивостока в Шанхай. С 1922 по 1924 год работал водителем, управляющим гаражом в американской фирме в Шанхае. С июля 1926 по май 1927 года на автомобильной бирже в Харбине. С мая 1927 по март 1929 года служил в русской Пекинской духовной миссии. Член КИАФ.
Скончался 1 марта 1944 года в Харбине и был похоронен на Новом (Успенском) кладбище.